# Exil à Babylone

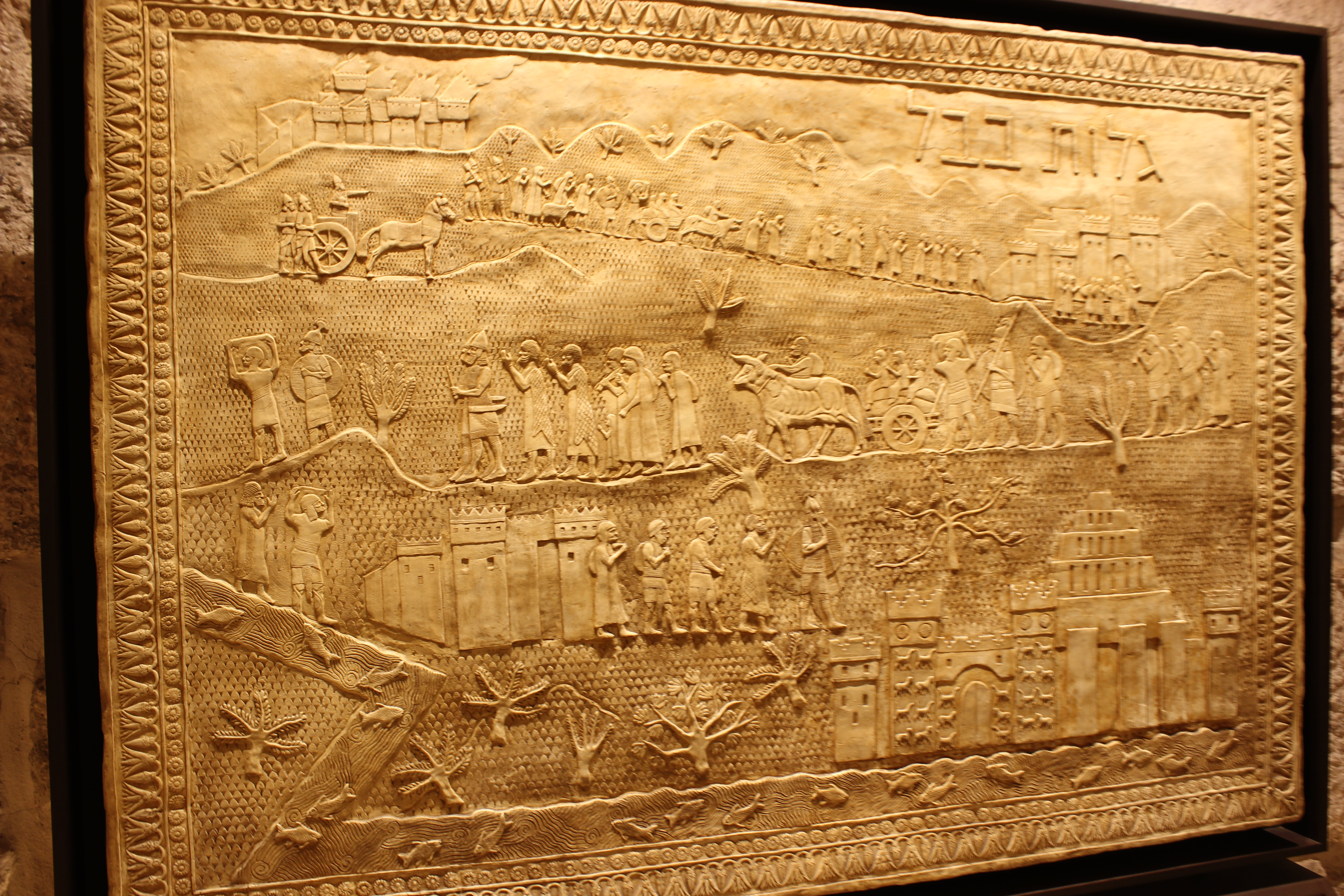
Représentation moderne à l'imitation de l'art assyrien de l’Exil à Babylone, avec la porte d'Ishtar et la ziggurat de Babylone en bas à droite, et Jérusalem en flammes en haut à gauche. Ce bas-relief est exposé au Musée d'Histoire de Jérusalem dans la tour de David.

L'exil à Babylone (en hébreu : גלות בבל, Galuth Babel) est la déportation à Babylone de l'élite juive de Jérusalem et du royaume de Juda sous le règne de Nabuchodonosor II. Selon la Bible, cette déportation s'est faite en trois fois : après la défaite du royaume de Juda en 597 av. J.-C., après le siège de Jérusalem en 587/586 av. J.-C. et enfin en 582 av. J.-C. Elle s'est poursuivie jusqu'à la prise de Babylone par les Perses en 538 av. J.-C.

## L'exil dans la Bible
Plusieurs livres bibliques parlent de l'exil : 2 Rois et 2 Chroniques, qui se terminent par l'Exil ; Esdras et Daniel, qui commencent par l'exil et racontent la suite, avec Néhémie, et les prophètes Jérémie et Ézéchiel, qui le vivent l'un à Jérusalem l'autre à Babylone ; les Lamentations, qui témoignent de la catastrophe sur place, tandis qu'Aggée et Zacharie vivent le retour. Le Psaume 137 (136) y fait explicitement référence.

## L'exil des Judéens

### La déportation à Babylone

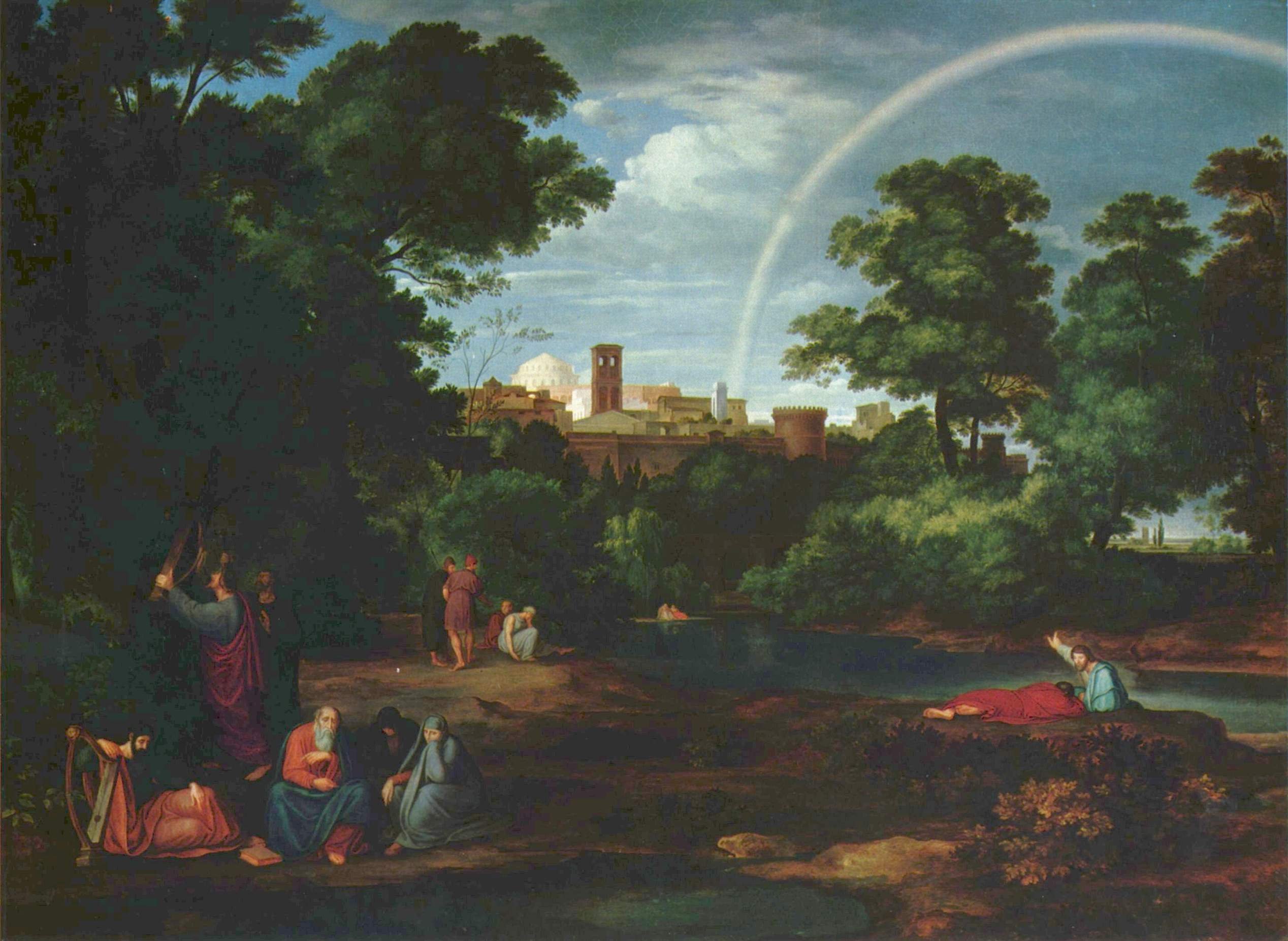
L'Exil des Juifs à Babylone, par Ferdinand Olivier.

Selon le Livre de Jérémie, la déportation des Judéens s'est faite en trois fois (Jérémie 52,28-30). La première au temps de Joaquin (597 av. J.-C.), à la suite de la défaite du royaume de Juda face à Nabuchodonosor II ; le Temple de Jérusalem est alors partiellement dépouillé et la majorité des citoyens emmenés. Dix ans plus tard, en 587 av. J.-C., après une révolte contre l'Empire néo-babylonien sous le règne de Sédécias, la ville est entièrement rasée et une nouvelle déportation, moins importante, s'ensuit. Finalement, Jérémie fait état d'un troisième exil cinq ans plus tard, soit en 582 av. J.-C.
Des études archéologiques et démographiques montrent que la population de Juda a été réduite d'à peine 10% de ce qu'elle était avant l'exil. Les conditions d'existence semblent s'être rapidement améliorées sur place. Des tablettes administratives en cunéiforme retrouvées dans le palais royal de Nabuchodonosor à Babylone mentionnent la distribution de rations (en) au roi Joaquin de Juda, à cinq princes judéens ainsi qu'à d'autres membres de l'élite de Juda, aux côtés d'autres déportés de haut rang venant d'autres royaumes. Ils vivaient dans le palais royal, en otages, mais étaient traités en accord avec leur rang.
Il existe des textes cunéiformes qui documentent la présence de Judéens en Mésopotamie après les déportations.

### Le retour et le début de la diaspora
Après la prise de Babylone par les Perses, l'empereur Cyrus II libère les Juifs et leur donne la mission de retourner dans leur pays d'origine devenu provinces perses de Judée, Samarie et Yehoud Medinata, et d'y reconstruire le Temple de Jérusalem (538 av. J.-C.). Selon la Bible, plus de quarante mille profitèrent de l'autorisation. Mais les livres bibliques témoignent aussi que beaucoup s'étaient installés et restèrent à Babylone : ils constituent le premier centre de la Diaspora. On en retrouve certains dans des tablettes économiques de la période achéménide (Ve siècle) retrouvées à Nippur. Ces familles font des affaires avec des Babyloniens de souche et sont parfaitement intégrées dans l'économie de la région. Rien ne les distingue des autres dans nos sources hormis leurs noms personnels, comportant souvent le nom de Yahweh (retranscrit Yaw en cunéiforme), et dans certaines familles on trouve des membres avec un nom juif et d'autres avec un nom babylonien, faisant référence à une divinité mésopotamienne.
Les Perses avaient une conception politique différente de celle des Babyloniens ou des Assyriens dans l'administration des territoires conquis, laissant une large autonomie au niveau du gouvernement local. Auparavant en 722 av. J.-C., les tribus du royaume d'Israël (le nord du pays, aussi appelé Samarie), avaient été déportées par les Assyriens ; les survivants de l'exil à Babylone, suivant le Deuxième Livre des Rois, qui indique que toute la population de Samarie avait été déportée, étaient à leurs propres yeux, les seuls et vrais « enfants d'Israël ».

### La nouvelle installation

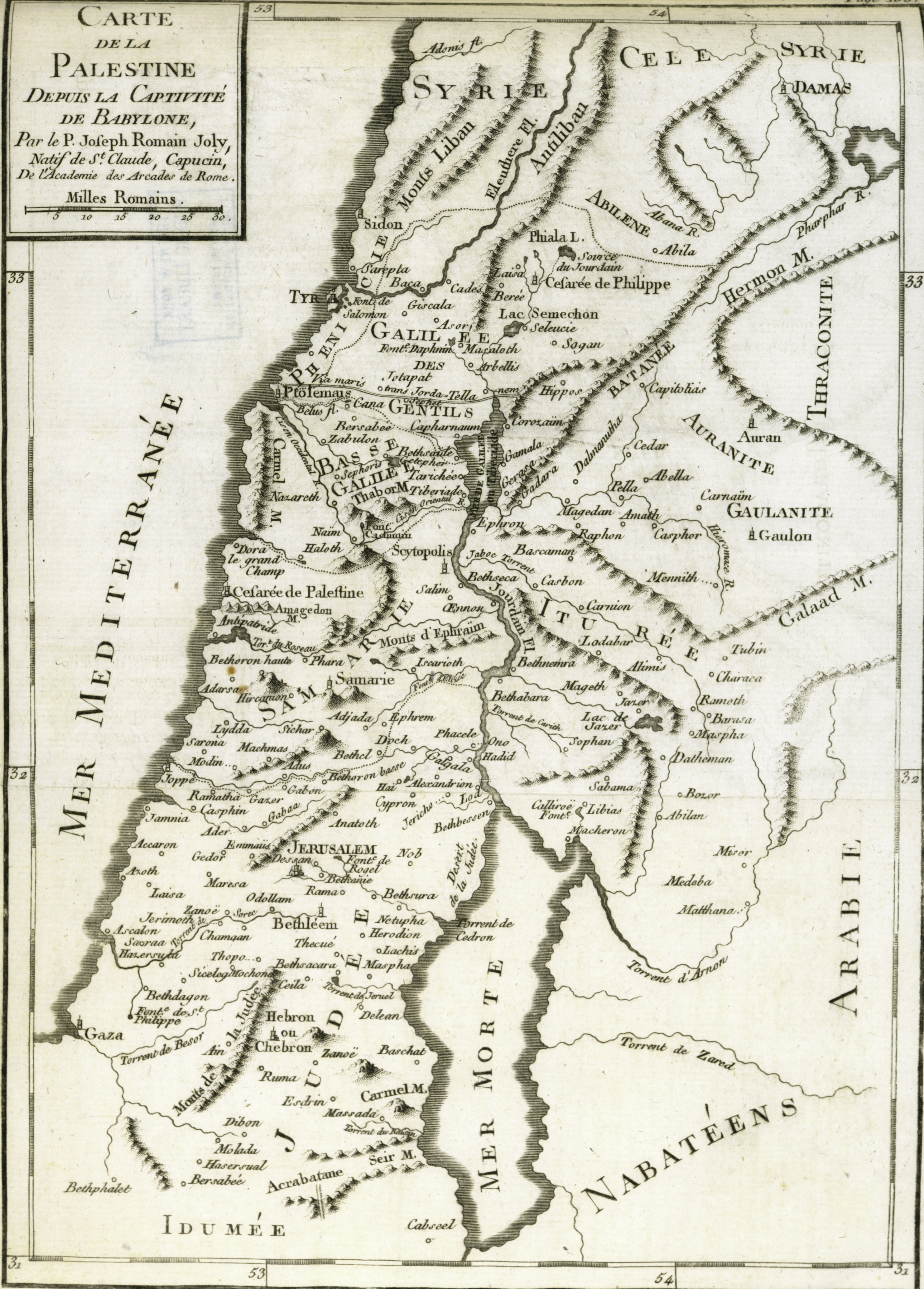
Carte de la Palestine depuis la captivité de Babylone, J. R. Joly, 1784

Quand les descendants des exilés judéens furent rentrés, ils trouvèrent des gens sur place (les « gens du pays » ou « de la terre »), qu'ils assimilèrent aux populations étrangères déportées là par les Assyriens, populations elles-mêmes assimilées aux Samaritains. Environ 40 000 exilés reviennent de Babylonie d'après la Bible. À titre d'indication, de récentes estimations démographiques proposent environ 12 000 personnes habitant la Judée entre -550 et -450.